# Strings (Give Me Your Love)
«Strings (Give Me Your Love)» (en español «Cuerdas (Dame Tu Amor)» es un sencillo de los DJs y Productores DJ3AN, Seran Marz & Axel Troya. Fue lanzado el 19 de agosto de 2016 por el sello Devoured Music Entertainment Global B.V. (Devoured Records), convirtiéndose en un éxito en República Dominicana y Perú. 

## Composición y lanzamiento
El 30 de marzo de 2015 DJ3AN & ZERGIO (ahora Seran Marz) lanzan la versión instrumental de Strings, esta pista llega a los oídos de Axel Troya que en ese momento tenía un solo track producido por él. En ese momento al escucharla la siente majestuosa pero se da cuenta de que le falta pues aunque lo consideraba un track estilo Spinnin Records lo sentía vacío al cabo de unos días la escucha, escucha y escucha hasta a tal tiempo de que se reúne con los integrantes de su banda de la escuela y también mejores amigos a los cuales Axel estar enamorado de una chica le había escrito una carta y de ahí al cabo de 6 meses, Axel y sus amigos la escriben, buscan la mejor métrica para hacerla uno de sus amigos intento hacer las vocales de la misma pero en ese momento Axel sintió que no se apegaba a la versión instrumental de la canción al cabo de unas semanas buscando y buscando un vocalista Axel encontró a Nathan Brumley reconocido cantante de Música Electrónica firmado por las mejores disqueras de EDM actualmente dígase Revealed Recordings  y llevan a cabo la elaboración del track.

## Polémica
Al cabo de llevan 3 meses de lanzamiento el track se volvió viral cuando un canal llamado Dope Network un canal que se dedica a poner nombres falsos en canciones de otros artistas de la EDM, llamándolo The Chainsmokers & Kygo ft. Martin Garrix - Firefly y llegando a tener 500 mil visitas, afortunadamente tanto el vídeo como el canal fueron eliminados. 

## Lista de canciones
| Strings (Give Me Your Love) (CDr) |                                              |          |  |
| N.º                               | Título                                       | Duración |  |
| 1.                                | «Strings (Give Me Your Love)» (Extended Mix) | 6:07     |  |
| 2.                                | «Strings (Give Me Your Love)» (Radio Edit)   | 4:09     |  |

| EP (The Remixes, Pt. 1) |                                                            |          |  |
| N.º                     | Título                                                     | Duración |  |
| 1.                      | «Strings (Give Me Your Love)» (Set Collins Remix)          | 5:22     |  |
| 2.                      | «Strings (Give Me Your Love)» (LO-LO & Andrew Broze Remix) | 3:33     |  |
| 3.                      | «Strings (Give Me Your Love)» (Kryda Official Intro Edit)  | 5:07     |  |
| 4.                      | «Strings (Give Me Your Love)» (Bypast Remix)               | 4:28     |  |

- Datos: Q30919135